# Syllis ortizi
Syllis ortizi är en ringmaskart som beskrevs av San Martin 1992. Syllis ortizi ingår i släktet Syllis och familjen Syllidae. Inga underarter finns listade i Catalogue of Life.